# MV Empire Abercorn
Эмпайр Аберкорн (англ. MV Empire Abercorn, известное также как англ. MV Rakaia) — рефрижераторное и пассажирское судно, построенное в 1944 году и находившееся в эксплуатации до 1971 года.

## История
Судно «Эмпайр Аберкорн» было построено компанией Harland and Wolff в Белфасте для Министерства военного транспорта Великобритании, и первоначально находилось под управлением Новозеландской пароходной компании (Лондон). В 1946 году судно было продано Новозеландской пароходной компании и переименовано в «Ракаиа» (англ. Rakaia). В 1950 году «Ракаиа» был переоборудован в учебный корабль для курсантов, а пассажировместимость жилых помещений сократилась с 45 до 40 курсантов. Первое плавание судна в этой роли началось 10 июня 1950 года. 16 февраля 1955 года пожар в доке Веллингтона (Новая Зеландия), угрожал распространиться на судна «Арава», «Порт-Пири», «Ракаиа» и «Рангитото».
16 октября 1957 года во время перехода между Нью-Йорком и Ливерпулем сломался шток поршня № 8 в двигателе. В это время судно находилось примерно в 300 миль (480 км) от Галифакса. Погода испортилась, судно качало, что затрудняло ремонт. Чтобы стабилизировать его, было принято решение об установке временного парусного вооружения. Брезентовые паруса были изготовлены из крышек люков. Были установлены два прямых паруса и один стаксель, что давало примерно 230 м2 парусного оснащения. Двигатель был запущен на шести цилиндрах и работал с максимальное частотой вращения 50 об/мин; путь до Ливерпуля, занял одиннадцать дней.
28 декабря 1966 года «Ракаиа» была продана Федеральной пароходной компании, оставаясь под управлением Новозеландского пароходства. 28 марта 1968 года завершился последний рейс судна в качестве учебного корабля для курсантов. В августе 1971 года «Ракаиа» была продана компании Lee Sing Company из Гонконга и отправлена на утилизацию.

## Двигатель и генераторы
На «Эмпайр Аберкорн» был установлен восьмицилиндровый двухтактный дизельный двигатель двойного действия, построенный компанией Harland and Wolff. Он выдавал 7500 л. с. при 115 об./мин. Нормальная рабочая скорость двигателя — около 101,2 об/мин, что давало расход топлива 28 тонн в день.
На судне было установлено четыре основных генератора и один вспомогательный. Главными генераторами были «Harlandics», построенные Harland and Wolff. Они оснащались шестицилиндровыми дизельными двигателями мощностью 335 л. с. (246 кВт); вспомогательный генератор приводился в действие трёхцилиндровым дизельным двигателем мощностью 30 л. с. (22 кВт). Все генераторы производили напряжение 220 вольт.

## Официальный номер и позывной
Официальные номера были предшественниками номеров IMO.
Официальный номер «Эмпайр Аберкорн» в регистре Ллойда — 166215. «Эмпайр Аберкорн» использовал позывной «GFGW». Ближе к концу срока службы, судну «Ракаиа» был присвоен номер ИМО 5289481.